# 2081
2081 هي سنة قادمة في التقويم الميلادي ستكون سنة بسيطة تبدأ يوم الأربعاء وهي السنة 81 من الألفية الميلادية الثالثة وسنة من سنوات القرن الحادي والعشرين.